# Храм Воскресения Христова (Тунис)
Храм Воскресения Христова — храм Русской православной церкви в городе Тунисе. Построен в 1953—1956 годах по проекту архитектора Михаила Козмина (Козьмина). С 29 декабря 2021 года относится к Северо-Африканской епархии Русской православной церкви.

## История

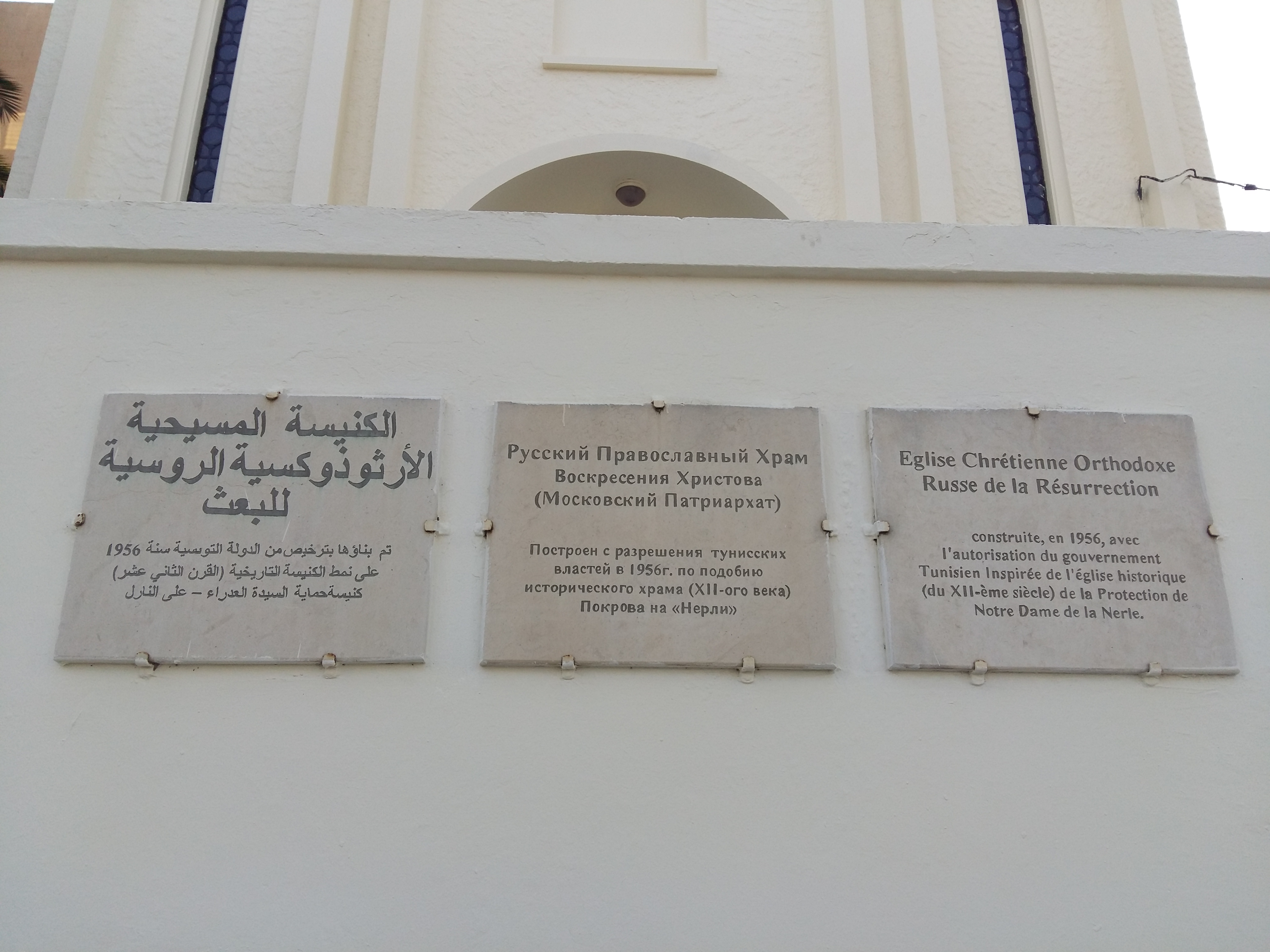
Таблички на церкви

В декабре 1920 года во французский военный порт Бизерту на побережье Туниса прибыла эскадра Черноморского флота России. Вместе с эскадрой в Тунис прибыли около 6000 русских беженцев, большинство из которых вскоре разъехались по другим странам. Первое время богослужения проводились в корабельной церкви, а затем в частных квартирах. В 1938 году в городе Бизерте на средства русской общины был построен первый православный храм Александра Невского.
В городе Тунисе русская община была более многочисленная, однако богослужения долгое время проводились в церкви, устроенной в помещении небольшого арабского дворца. Закладка первого камня собственного храма состоялась лишь в октябре 1953 года, ее совершил епископ Нафанаил (Львов), среди сослуживших был протоиерей Константин Малиженовский. Строительство храма велось на средства русской общины, значительную сумму пожертвовали и местные французские власти. Строительство обошлось в 5 млн франков. В 1956 году храм Воскресения Христова был открыт и 10 июня освящён архиепископом Шанхайский Иоанном. Первым настоятелем храма стал иеромонах Митрофан (Едлинский-Мануйлов).
Одноглавый каменный храм построен в традициях псковской архитектуры по подобию церкви Покрова на Нерли. Автор проекта — архитектор Михаил Козмин (Козьмин), переехавший в Тунис в 1940-х годах. Инженером-строителем храма был В. Е. Логодовский, сын военно-морского священника Ефимия Логодовского. Иконы и церковная утварь были перенесены в храм с русских кораблей: линкора «Генерал Алексеев», лёгкого крейсера «Кагул» и штабного судна «Георгий Победоносец». Кроме того, в храме есть иконы Крещения Господня и Благовещения Пресвятой Богородицы с кораблей, затопленных в 1854 году в Севастополе. Святыни храма — напрестольный крест с частицей Животворящего Древа Креста Господня и частица мощей святого священномученика Киприана Карфагенского.
Первоначально храм находился под юрисдикцией Русской православной церкви заграницей. В 1992 году после обращения прихожан было принято решение о принятии общины под юрисдикцию Московского Патриархата. С этого времени настоятелем храма является протоиерей Дмитрий Нецветаев.